# Батија (Олт)
Батија (рум. Batia) насеље је у Румунији у округу Олт у општини Добротеаса. Oпштина се налази на надморској висини од 192 m.

## Становништво
Према подацима из 2002. године у насељу је живело 191 становника, од којих су сви румунске националности.